# Ignaz Brüll

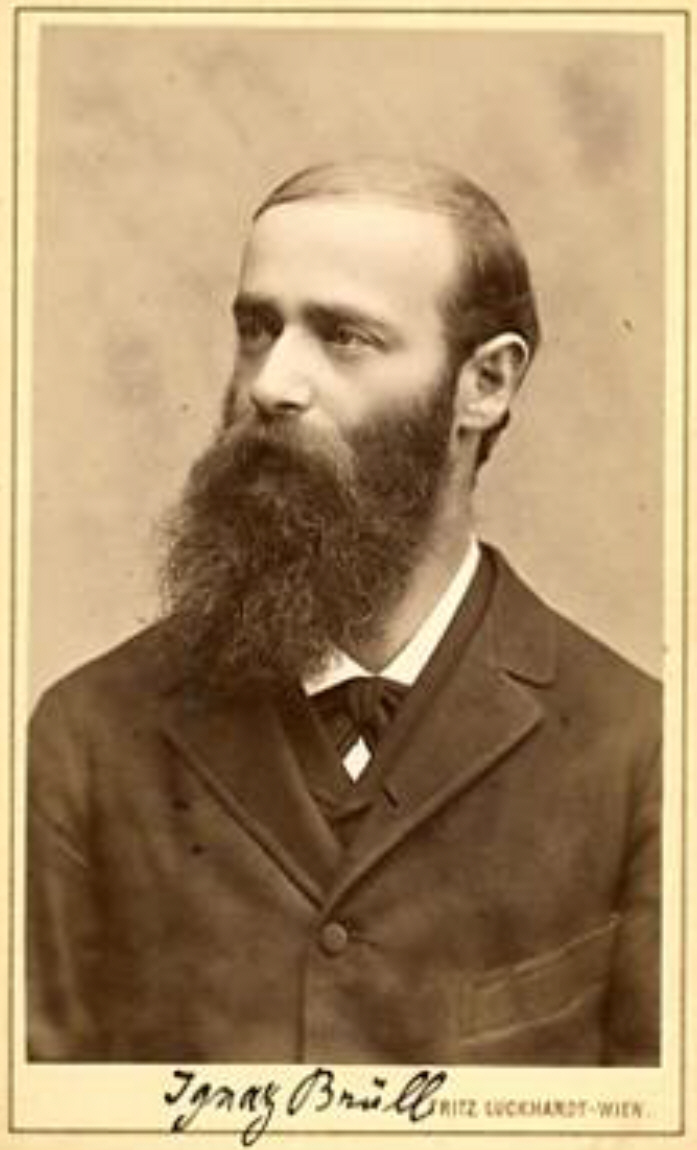
Ignaz Brüll

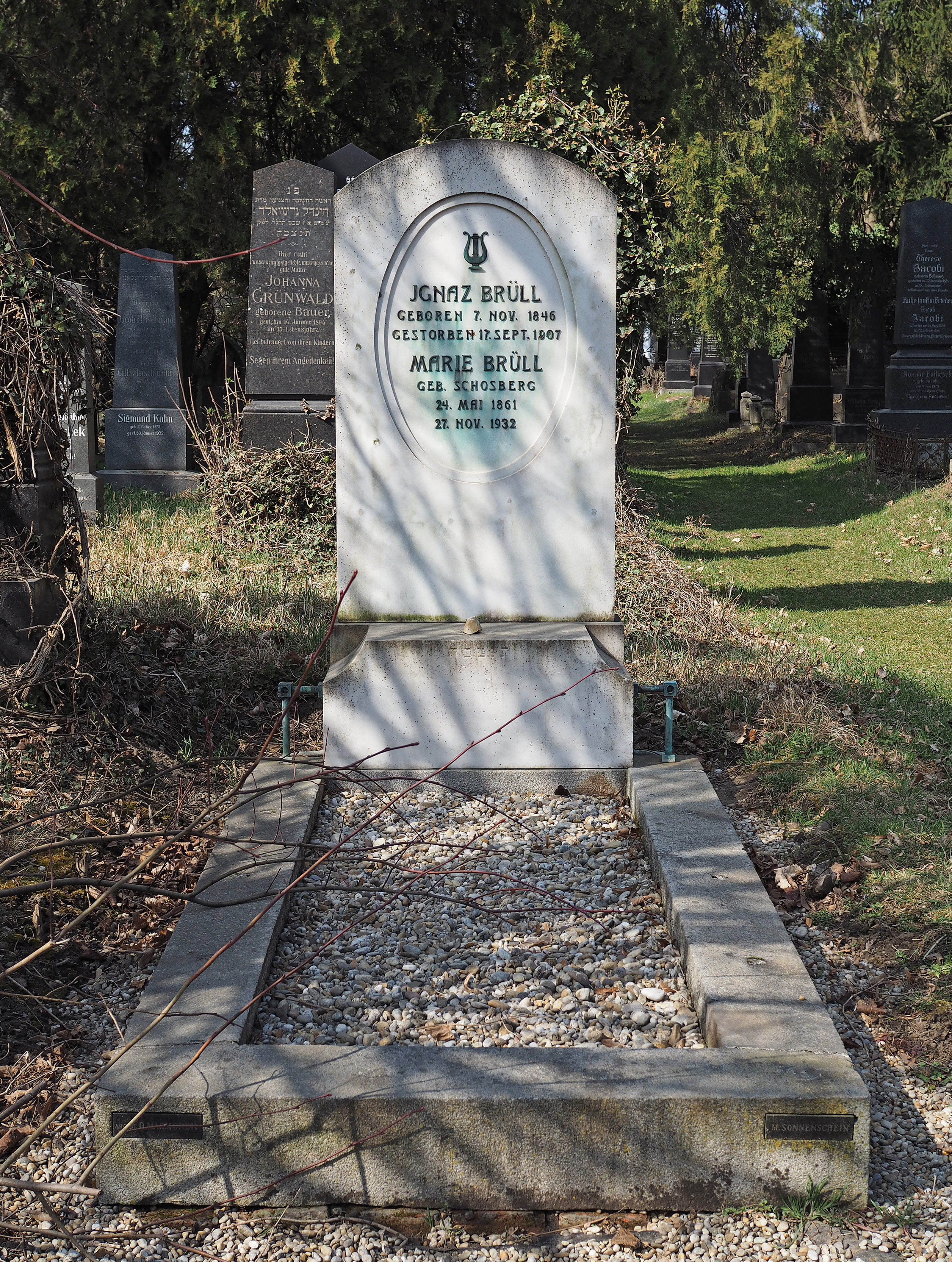
Grab von Ignaz Brüll auf dem Wiener Zentralfriedhof

Ignaz Brüll (* 7. November 1846 in Proßnitz, Mähren; † 17. September 1907 in Wien) war ein österreichischer Komponist und Pianist.

## Leben
Ignaz Brüll entstammte einer hochmusikalischen und wohlhabenden jüdischen Kaufmannsfamilie aus dem mährischen Proßnitz, die 1850 nach Wien übergesiedelt war. Sein Vater Siegmund war ausgebildeter Bariton, die Mutter Katharina (geb. Schreiber) Pianistin. Ungefähr seit 1854 wurde Brüll von seiner Mutter am Klavier unterrichtet. Weitere Lehrer Brülls waren Julius Epstein (Klavier), Johann Rufinatscha und Felix Otto Dessoff (Komposition).
Im Jahr 1860 debütierte Brüll in Wien als Pianist und hatte sofort Erfolg. Nach einigen Auslandstourneen mit eigenen Kompositionen gab er jedoch die Karriere eines Konzertpianisten zugunsten des Komponierens auf. Im Jahr 1872 wurde er Lehrer an der renommierten Wiener Klavierschule Horak, deren Mitdirektor er 1881 wurde.
Im Jahr 1882 heiratete er die Bankierstochter Marie Schosberg. Mit ihr hatte er zwei Kinder; Johanna (Hanna) und Wilhelmine (Minni).
Nach seiner Heirat reduzierte er im Interesse der Familie seine Konzerttätigkeit.
Mit Johannes Brahms verband ihn eine enge Freundschaft. Seine von Oskar Marmorek entworfene Grabstelle befindet sich auf dem Wiener Zentralfriedhof und dort auf dem alten jüdischen Friedhof (Tor 1, Gruppe 20, Reihe 1, Nr. 23).
Durch Brülls Oper Das goldene Kreuz, die ein großer Erfolg war, rückt sein übriges Schaffen in den Hintergrund.

## Werke (Auswahl)
Bühnenwerke
- Die Bettler von Samarkand. Oper. Libretto: Otto Prechtler. UA 1864 Wien
- Das goldene Kreuz. Oper in 2 Akten (op. 27). Libretto: Salomon Hermann Mosenthal. UA 22. Dezember 1875 Berlin (Königliches Opernhaus)
- Der Landfriede. Oper (op. 30). Libretto: Salomon Hermann Mosenthal. UA 4. Oktober 1877 Wien (Hofoper)
- Bianca. Oper. Libretto: Adolf Schirmer. UA 1879 Wien
- Königin Mariette. Oper (op. 40). Libretto: Camillo Walzel und Richard Genée. UA 1883 Wien
- Ein Mädchen aus der Champagne. Ballett. Libretto: Alfred Maria Willner. UA 1886
- Das steinerne Herz. Oper (op. 55). Libretto: J. V. Widmann. UA 1888 Wien
- Gringoire. Oper (op. 66). Libretto: Victor Léon. UA 19. März 1892 München (Hofoper)
- Schach dem König. Oper (op. 70). Libretto: Victor Léon. UA 1894 München
- Gloria. Oper. Libretto: Guido Menasci. UA 1896 Hamburg (Dirigent: Gustav Mahler)
- Der Husar. Oper (op. 79). Libretto: Victor Léon. UA 1896 Wien
- Sechse, sieben oder acht. Lied für Bariton und Pianoforte (op. 85II). Text: Ludwig Jakoboski. Verlag Bayer, Langensalza 827t2

Weitere Werke
- Konzert für Klavier und Orchester Nr. 1 F-Dur op. 10
- Konzert für Klavier und Orchester Nr. 2 C-Dur op. 24
- Kammermusikwerke, u. a. Andante und Allegro op. 88 (Konzertstück für Klavier und Orchester)